# Нікулешть (комуна)
Нікулешть, Нікулешті (рум. Niculești) — комуна у повіті Димбовіца в Румунії. До складу комуни входять такі села (дані про населення за 2002 рік):
- Мовіла (826 осіб)
- Нікулешть (2388 осіб)
- Чокенарі (1333 особи)

Комуна розташована на відстані 30 км на північний захід від Бухареста, 46 км на південний схід від Тирговіште, 110 км на південь від Брашова.

## Населення
За даними перепису населення 2002 року у комуні проживали 4547 осіб.
Національний склад населення комуни:
| Національність   | Кількість осіб | Відсоток |
| ---------------- | -------------- | -------- |
| румуни           | 4519           | 99,4%    |
| цигани           | 25             | 0,5%     |
| угорці           | 1              | < 0,1%   |
| росіяни-липовани | 1              | < 0,1%   |
| словаки          | 1              | < 0,1%   |

Рідною мовою назвали:
| Мова      | Кількість осіб | Відсоток |
| --------- | -------------- | -------- |
| румунська | 4543           | 99,9%    |
| німецька  | 3              | 0,1%     |
| словацька | 1              | < 0,1%   |

Склад населення комуни за віросповіданням:
| Релігія       | Кількість осіб | Відсоток |
| ------------- | -------------- | -------- |
| православні   | 4283           | 94,2%    |
| адвентисти    | 191            | 4,2%     |
| баптисти      | 27             | 0,6%     |
| п'ятдесятники | 22             | 0,5%     |
| бретрени      | 19             | 0,4%     |
| римо-католики | 3              | 0,1%     |
| реформати     | 1              | < 0,1%   |